# Brothers
Brothers – szósty album studyjny amerykańskiego blues-rockowego duetu The Black Keys.

## Lista utworów
1. "Everlasting Light" – 3:24
2. "Next Girl" – 3:18
3. "Tighten Up" – 3:31
4. "Howlin' For You" – 3:12
5. "She's Long Gone" – 3:06
6. "Black Mud" – 2:10
7. "The Only One" – 5:00
8. "Too Afraid to Love You" – 3:25
9. "Ten Cent Pistol" – 4:29
10. "Sinister Kid" – 3:45
11. "The Go Getter" – 3:37
12. "I'm Not The One" – 3:49
13. "Unknown Brother" – 4:00
14. "Never Gonna Give You Up" – 3:39
15. "These Days" – 5:12
16. "Ohio" (dostępny na 7" winylu lub do pobrania za darmo na stronie zespołu) – 4:29
17. "Howlin' For You (feat. Prins Thomas Diskomiks)" (dostępny na iTunes) – 7:27